# 미즈타 코우키
미즈타 코우키(일본어: 水田 航生 미즈타 고우키[*]1990년 12월 20일 ~)는 일본의 배우이다.

## 내력
- 월간 잡지 de-view와 아뮤즈가 콜라보해서 2005년에 행해진 남성한정 오디션 제 1회 아뮤즈 왕자님 오디션에 응모자 약 5000명 중에서 그랑프리를 수상해서 소속사에 들어간다. 오디션에 참여하게 된 계기는 '사람을 기쁘게 할 수 있는 것이 멋지다'라고 생각해서 배우가 되고 싶었기 때문이다.

## 인물
- 좋아하는 가수는 Mr. Children, 후쿠야마 마사하루
- 좋아하는 배우는 에구치 요스케, 후쿠야마 마사하루, 여배우로는 히로스에 료코.
- 2012년부터 블로그에서 한국 쪽에 일이 있다고 갱신했는데, 2013년부터 tvn에서 하는 이웃집에서 와타나베 역으로 출연했다.
- 코우키라는 이름의 유래는 '대양에서 혼자 내버려둬도 살아갈 수 있도록'이라는 의미에서 지었다고 한다.